# Meis (parroquia)
Meis (oficialmente San Martiño de Meis) es una parroquia española del municipio de Meis, perteneciente a la provincia de Pontevedra, en la comunidad autónoma de Galicia.

## Toponimia
El lugar puede aparecer referido como «Meis», «San Martín de Meis» y «San Martiño de Meis».

## Historia
Hacia mediados del siglo XIX, el lugar, ya por entonces cabecera del ayuntamiento de Meis, tenía contabilizada una población de medio millar de habitantes. Aparece descrito en el undécimo volumen del Diccionario geográfico-estadístico-histórico de España y sus posesiones de Ultramar de Pascual Madoz con las siguientes palabras:

MEIS (San Martin): felig. cap. del ayunt. de su mismo nombre en la prov. de Pontevedra (2 leg.), part. jud. de Cambados (1), dióc. de Santiago (10). sit. á la izq. del r. Umia en terreno montuoso: la combaten los vientos N., NO. y S.: el clima es templado, y las enfermedades comunes pulmonías fulminantes. Comprende los barrios de Arosa, Barcia, Bauza, Cajin, Gandra, Gondarey, Glá, Lamos, Saramagoso y Talid que reunen 130 casas; para surtido del vecindario hay distintas fuentes en la pobl. y en el térm. La igl. parr. (San Martin) está servida por un cura de provision ordinaria en concurso: en el átrio de la igl. está el cementerio. Confina el térm. N. felig. de Besomaño; E. la de San Salvador de Meis; S. la de Armentera; y O. r. Umia. Pasa por esta felig. un riach. el cual nace á las inmediaciones de la de San Salvador de Meis, corre de E. á O. y confluye en el Umia cerca de la parr. de Barrantes, tiene 3 puentecillos insignificantes para facilitar su tránsito. El terreno aunque montuoso y desigual es de mediana calidad: en lo peñascoso se crian algunos pinos corpulentos, y en lo restante del térm. algunos robles y pastos. Los caminos son vecinales y malos: el correo se recibe en la cap. del part. procedente de Pontevedra, de cuya estafeta conduce la correspondencia un balijero pensionado con el aumento de 8 maravedises por carta. prod.: maiz, algun centeno, patatas, hortaliza, vino y frutas: cria ganado vacuno, de cerda y lanar: hay caza y pesca de varias clases. ind.: la agrícola, tejidos ordinarios de lienzo y estopa y algunos oficios mecánicos. pobl.: 130 vec., 500 alm. contr. con las demas felig. que componen el ayunt. (V.)
(Madoz, 1848, p. 356)

En 2022, tenía empadronados 470 habitantes.